# 范万章
范万章 （1927年—1952年8月8日）是米格-15战斗机飞行员，中国人民志愿军二级战斗英雄，朝鲜战争王牌飞行员，歼敌8架。

## 生平
1927年出生在山东栖霞县（现栖霞市）北十里铺村人，效力于中国人民解放军空军航空兵第三师， 1952年8月8日在空战返回途中，为救友机牺牲。
荣获中国人民志愿军二级英雄称号。

### 资源
- Varhola, Michael J., , Mason City, Iowa: Da Capo Press, 2000, ISBN 978-1-882810-44-4